# Билак
Билак (порт. Bilac) — муниципалитет в Бразилии, входит в штат Сан-Паулу. Составная часть мезорегиона Арасатуба. Входит в экономико-статистический микрорегион Биригуи. Население составляет 6 552 человека на 2006 год. Занимает площадь 158,025 км². Плотность населения — 41,7 чел./км².

## История
Город основан 30 ноября 1944 года.

## Статистика
- Валовой внутренний продукт на 2003 составляет 40 790 528,00 реалов (данные: Бразильский институт географии и статистики).
- Валовой внутренний продукт на душу населения на 2003 составляет 6 434,85 реала (данные: Бразильский институт географии и статистики).
- Индекс развития человеческого потенциала на 2000 составляет 0,809 (данные: Программа развития ООН).

## География
Климат местности: субтропический. В соответствии с классификацией Кёппена, климат относится к категории Cfb.